# Dicranomyia myersi
Dicranomyia myersi är en tvåvingeart som beskrevs av Alexander 1924. Dicranomyia myersi ingår i släktet Dicranomyia och familjen småharkrankar. Inga underarter finns listade i Catalogue of Life.